# Blue Origin
 Blue Origin é uma empresa privada de astronáutica e serviços de voo espacial suborbital com sede em Kent, Washington, fundada pelo criador da Amazon, Jeff Bezos e é liderada pelo CEO Bob Smith que visa tornar o acesso ao espaço mais barato e mais confiável por meio de veículos de lançamento reutilizáveis.
Jeff Bezos, se interessou pelo espaço desde cedo. Um perfil publicado, em 2013, descreveu uma entrevista do Miami Herald, em 1982, que Bezos deu depois de ser nomeado orador da turma do ensino médio. Bezos, de 18 anos, disse que queria "construir hotéis espaciais, parques de diversões e colônias. Em 1999, depois de assistir ao filme October Sky, Bezos discutiu a formação de uma empresa espacial com o autor de ficção científica Neal Stephenson. Blue Origin foi fundada em 2000 em Kent, Washington, e começou a desenvolver sistemas de propulsão de foguetes e veículos de lançamento. Desde a fundação, a empresa era bastante sigilosa sobre seus planos e emergiu somente após 2015. Em 2005, Bezos havia discutido planos para criar uma nave espacial de decolagem e pouso vertical chamada de New Shepard. Os planos para New Shepard foram inicialmente mantidos em segredo, mas o site da Blue Origin indicou o desejo de Bezos de "reduzir o custo do voo espacial para que nós, humanos, possamos continuar explorando melhor o sistema solar".
Em julho de 2013, a empresa empregava aproximadamente 250 pessoas.  Em maio de 2015, a empresa havia crescido para aproximadamente 400 funcionários, com 350 deles trabalhando em engenharia, fabricação e operações comerciais, um crescimento mais rápido começou em 2016. Em abril de 2017, a empresa tinha mais de 1000 funcionários. Em agosto de 2018, a empresa tinha mais de 1.500 funcionários, mais do que o dobro do número no início de 2016, e afirmou que esperava "dobrar novamente quando New Glenn estiver voando."  Mas a Blue tinha mais de 2.000 funcionários em abril de 2019.
O primeiro voo de teste de desenvolvimento do New Shepard ocorreu em 29 de abril de 2015.  O veículo voou para a altitude de teste planejada de mais de 93,5 km (307.000 pés) e atingiu uma velocidade máxima de Mach 3 (3.675 km/h ou 2.284 mph). Em setembro de 2014, a Blue Origin e a United Launch Alliance (ULA) firmaram uma parceria pela qual a Blue Origin produziria um grande motor de foguete o BE-4 para o Vulcan, o sucessor da classe de 10.000–19.000 quilogramas (22.000– 42.000 lb) O Atlas V, que lançou cargas úteis de segurança nacional dos EUA desde o início dos anos 2000, e foi programado para sair do serviço no final dos anos 2010. No anúncio de 2014 a Blue Origin acrescentou que estava trabalhando no motor por três anos antes do anúncio público, e que o primeiro voo no novo foguete poderia ocorrer já em 2019. Na realidade, o Atlas V ainda está voando. Em julho de 2015, a NanoRacks anunciou uma parceria com a Blue Origin para fornecer acomodações de carga útil padronizadas para experimentos voando no veículo suborbital New Shepard da Blue Origin.
Em 23 de novembro de 2015, a Blue Origin lançou o foguete New Shepard ao espaço pela segunda vez  a uma altitude de 100,53 km (329.839 pés) e pousou verticalmente a menos de 1,5 metros (5 pés) do centro da base de pouso. A cápsula desceu com os paraquedas 11 minutos após decolar e pousou com segurança. Esta foi a primeira vez que um impulsionador suborbital voou para o espaço e voltou para a Terra.
Em 11 de Julho de 2021 a Blue Origin realizou seu primeiro voo espacial com uma tripulação de 4 pessoas a bordo do foguete da Blue Origin no Texas. O voo não chegou a levar 11 minutos para concluir com exito o primeiro voo tripulado ao espaço, o chamado turismo espacial, Jeff Bezos levou contigo seu irmão Mark, a pioneira Wally Funk e o jovem Oliver Daemen.